# Rota d'Imagna
Rota d'Imagna [ˈrɔːta iˈmaɲ(ː)a] (Röda [ˈɾøda] in dialetto bergamasco) è un comune italiano di 914 abitanti della provincia di Bergamo in Lombardia.
Situato in Valle Imagna, laterale della Val Brembana, dista circa 26 chilometri a nord-ovest dal capoluogo orobico.

## Storia[5]
I primi insediamenti umani presenti sul territorio comunale sono databili all'età del bronzo, come è stato possibile stabilire grazie al ritrovamento di frammenti scheletrici e di suppellettili inseriti in un corredo funerario. Questi reperti, rinvenuti nella Grotta dei Polacchi, sono ora conservati presso il museo archeologico di Bergamo.
Le successive epoche non hanno lasciato resti sul territorio, anche se probabilmente vi furono piccoli nuclei abitativi in epoca romana e longobarda.
Queste tesi sembrano essere suffragate dal significato etimologico che, secondo alcuni, deriverebbe dalla voce latina rupta, inteso come "una via aperta tra ostacoli". Altre ipotesi vedrebbero risalire il significato etimologico dal lemma longobardo Rothar ("persona rossa di pelo"), che implicherebbe quindi la presenza di genti di stirpe longobarda.
Un'ultima interpretazione vorrebbe invece riferire il nome a ruota, elemento compreso anche nello stemma della famiglia Rota, che da qui ebbe origine.
È comunque in epoca medievale che il paese comincia ad assumere una fisionomia ben precisa, tanto da essere citato in documenti ufficiali per la prima volta nell'anno 1151. Composto principalmente dai nuclei di Rota Dentro e Rota Fuori, nonché da svariate contrade, vide imperversare in epoca medievale scontri cruenti, molto più che nelle altre zone della provincia bergamasca, tra guelfi e ghibellini.
Questo per il fatto che la valle Imagna, prevalentemente guelfa, era in netta contrapposizione con l'attigua valle Brembilla, schierata con i ghibellini: in tutta la zona sorsero castelli e fortificazioni, e Rota non fu da meno.
I primi scontri videro prevalere i guelfi, tanto che i ghibellini chiesero aiuto ai Visconti, signori di Milano. Questi riuscirono a sconfiggere gli avversari e ad estendere il proprio dominio sulle valli della zona. Il modo con cui infierirono sugli avversari portò i guelfi a cercare più volte la vendetta con ulteriori uccisioni.
Dopo continui ribaltamenti di fronte il dominio dei Visconti e dei ghibellini fu definitivo, seguito da ulteriori saccheggi nel 1382, nel 1398 e nel 1404. Una leggenda racconta di un raccapricciante episodio avvenuto al termine di quest'ultima battaglia che vide protagonista tale Andrea, abitante di Rota. Fatto prigioniero, venne barbaramente decapitato, tanto che gli avversari giocarono con la sua testa, facendola rotolare con ripetuti calci.
La situazione si rovesciò quando la zona passò sotto il controllo della Repubblica di Venezia che, in contrapposizione con i Visconti, sosteneva lo schieramento guelfo. Seguirono distruzioni nei confronti dei possedimenti ghibellini, mentre i paesi guelfi, tra cui Rota, ebbero un trattamento di favore come citato in documenti dell'epoca:
(Effemeridi di padre Donato Calvi)
Nel corso degli anni andò acquisendo sempre maggiore prestigio la locale famiglia dei Rota, che si stabilì a Venezia e diede numerose personalità di spicco alle istituzioni lagunari. Altro personaggio di prestigio nato nel paese fu Giacomo Quarenghi, rinomato architetto e pittore vissuto tra il XVIII ed il XIX secolo.
I secoli successivi videro pochi fatti di rilievo coinvolgere la piccola comunità che, forte del proprio isolamento, seguì le vicende del resto della provincia senza parteciparvi in modo diretto.
I comuni di Rota Dentro e Rota Fuori rimasero distinti fino al 1927 quando vennero fusi nella nuova entità amministrativa Rota d'Imagna.
Dal marzo 2022, in seguito alla guerra in Ucraina, ospita un gruppo di 93 minori ucraini non accompagnati. 

### Simboli
Lo stemma e il gonfalone sono stati approvati con delibera del consiglio comunale del 1º dicembre 1951 e concessi con decreto del presidente della Repubblica dell'11 marzo 1953.
Lo stemma è ripreso da un'immagine scolpita sulla vecchia torre campanaria.
Il gonfalone è un drappo partito di azzurro e di bianco.

## Monumenti e luoghi d'interesse
Il recente rilancio del turismo ha fatto sì che il paese di Rota d'Imagna diventasse il principale centro turistico della valle. Questo grazie alla gradevole posizione da dove si possono compiere un gran numero di escursioni adatte ad ogni tipo di esigenza: sia semplici passeggiate che percorsi impegnativi, fino alla possibilità di utilizzare proficuamente la mountain bike.
Molto importante è la chiesa parrocchiale di Rota Dentro, dedicata a san Gottardo. Edificata nel 1496 ma elevata a rango di parrocchiale soltanto un secolo più tardi, presenta un portale in granito e numerose opere, tra le quali spiccano quelle di Carlo Ceresa ed alcuni intarsi di pregevole fattura.
Non è da meno la chiesa parrocchiale di Rota Fuori, dedicata a San Siro di Pavia. Documentata a partire dal 1470, venne riedificata nel 1765. Anch'essa possiede numerose opere di grande importanza tra cui quelle di Gaetano Peverada, di Pier Francesco Mazzucchelli e di Carlo Ceresa, ma anche stucchi ed intagli del XVII secolo, ed una vasca battesimale datata 1614.
Meritano inoltre menzione Ca' Piatone, villa signorile del XVII secolo dotata di archi e portici in pietra a vista, dove nacque Giacomo Quarenghi, e Villa Mazzucotelli con un grande giardino.
Molto caratteristico infine è anche il borgo di Chignolo, piccolo nucleo di stampo rurale a cui si accede tramite un sentiero su cui si trova il Ponte del Follo, costruito con una struttura ad unica arcata in pietra.

## Società

### Evoluzione demografica
Abitanti censiti